# Gyrus subcentralis
De gyrus subcentralis is een hersenwinding van de grote hersenen. De gyrus subcentralis vormt een samensmelting van de gyrus praecentralis met de gyrus postcentralis als de sulcus centralis onderaan niet doorloopt tot aan de fissura lateralis. Voor de gyrus subcentralis ligt de sulcus subcentralis anterior, terwijl achter deze hersenwinding de sulcus subcentralis posterior loopt. In sommige grotehersenhelften ligt de gyrus subcentralis diep in de fissura lateralis.